# Venían del desierto / Poema 15
«Venían del desierto / Poema 15» es el décimo sencillo oficial del cantautor chileno Víctor Jara como solista. Fue lanzado en 1972 y pertenece al álbum El derecho de vivir en paz lanzado el año anterior.
La canción «Poema 15» corresponde a un poema del libro de Pablo Neruda Veinte poemas de amor y una canción desesperada, publicado en 1924.

## Lista de canciones
| Lado A |                       |              |          |  |
| N.º    | Título                | Escritor(es) | Duración |  |
| 1.     | «Venían del desierto» | Víctor Jara  | 2:58     |  |

| Lado B |            |                           |          |  |
| N.º    | Título     | Escritor(es)              | Duración |  |
| 2.     | «Poema 15» | Pablo Neruda, Víctor Jara | 3:37     |  |
| 6:35   |            |                           |          |  |